# Rafina-Pikermi

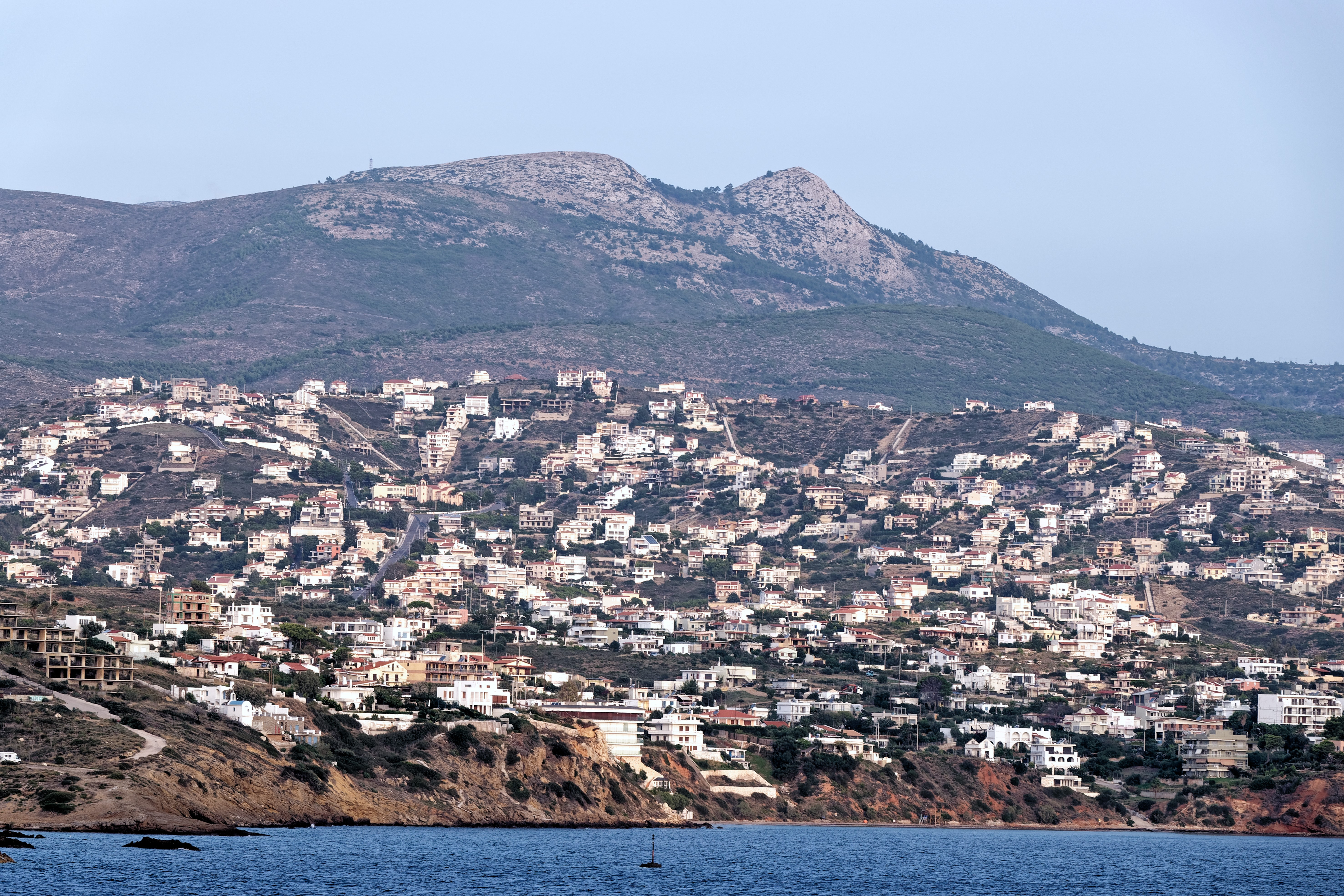
Blick von der Fähre nach Rafina

Rafina-Pikermi ist eine Gemeinde im Regionalbezirk Ostattika der Region Attika, etwa 18 bis 25 km östlich des Zentrums der griechischen Hauptstadt Athen. Sie wurde bei der Verwaltungsreform 2010 durch die Fusion der vorher selbständigen Gemeinden Pikermi und Rafina gebildet.
Das Gemeindegebiet erstreckt sich zwischen der am Fuße des Pendeli gelegenen Gemeinde Pallini und der attischen Ostküste mit dem Hafen von Rafina.
Pikermi ist einer der ältesten bekannten und wichtigsten fossilienbeherbergenden Orte des eurasischen späten Miozäns. Seit der Mitte des 19. Jahrhunderts wurden zahlreiche Ausgrabungen durchgeführt, die eine reiche und diverse Fauna des Turoliums zutage brachten. Pikermi wird wegen der Diversität der hiesigen Fauna-Funde als einer der Zentralorte des europäischen kontinentalen Oberen Miozäns bewertet. Pikermis hohe paläoökologische Bedeutung führte zur Einführung des Begriffs “Pikermian biome”. Sowohl aus der Wichtigkeit der paläoentologischen Erkenntnisse als auch aus der historischen Bedeutung einer so langwährenden Ausgrabungsgeschichte erhellt, dass das berühmte Pikermi-Geotop weiterhin im Blickpunkt konservatorischer Aufgabenstellungen bleiben muss, die die wissenschaftliche und professionelle Weiterführung der Ausgrabungen ermöglichen.

## Belege
1. ↑  Ergebnisse der Volkszählung 2011 beim Nationalen Statistischen Dienst Griechenlands (ΕΛ.ΣΤΑΤ) (Excel-Dokument, 2,6 MB)